# 青山宗勝
青山 宗勝（あおやま むねかつ）は、戦国時代から江戸時代初期にかけての武将、大名。越前国丸岡城主。官位は従五位下・修理亮。

## 略歴

### 名前
諱は複数伝わり、『戦国人名辞典』 などでは宗勝、二本松市史に掲載されている『青山家系図』では貞勝としており、『長命寺文書』では虎と記している。また、『丹羽歴代年譜付録』によれば木下藤吉郎（豊臣秀吉）とは昵懇の仲であったとしており、谷口克広は『太閤記』に登場する青山小助と同一人物であると比定している。

### 生涯
青山氏は元々織田氏に仕えてきた家柄で、父の正直は蜂須賀氏の家老である稲田氏に仕えていたという。『武功夜話』によれば、宗勝は永禄10年（1567年）の稲葉山城の戦いや元亀元年（1570年）の姉川の戦いに参加した。天正10年（1582年）の本能寺の変後は丹羽長秀の下で山崎の戦いや翌天正11年（1583年）の賤ヶ岳の戦いに従軍し、戦功を挙げている。
天正13年（1585年）閏8月、主家の内紛により丹羽長重の元から離れて羽柴秀吉の家臣となり、越前国に2万石を与えられて黄母衣衆に列した。その後、九州征伐に従軍し、伏見城の普請を分担、その功労によって従五位下・修理亮に叙任されるとともに豊臣姓を与えられた。
慶長3年（1598年）8月、秀吉の死に際して遺物兼貞の刀を受領。同年もしくは翌慶長4年（1599年）に越前国丸岡城主となり、4万6千石に加増された。
慶長5年（1600年）の会津征伐では徳川家康の家臣である西尾吉次を通じて家康からの指示を仰ぎ、長重とともに越後の諸城を警備するよう指示されるが、関ヶ原の戦いでは子の忠元とともに西軍に属して北国口を防備したため、戦後改易された。
その後の動向は諸説あるが、『二本松寺院物語』によると、改易されたのち宗勝は父の縁故を頼って阿波の蜂須賀家に寄食し、元和4年（1619年）12月10日に同地で死去したという。法名は清月道旬禅定門。

## 系譜
- 父：青山正直 ‐ はじめ稲田氏に仕えるが、後に丹羽長秀の家臣となり、天正11年（1583年）の賤ヶ岳の戦いの後、長秀によって丸岡城主に任じられた。宮本久によると、正直が城主を務めたのは2年ほどであったという。
- 正室：大納言・吉田益晴の娘
  - 長男：正次 ‐ 通称は助左衛門。妻は長束正家の娘。父・宗勝とともに豊臣秀吉に仕えて従五位下・隼人正に叙任された。関ヶ原の戦い後、父とともに蜂須賀家を頼り、江崎隼人と称した。寛永12年（1635年）に陸奥国白河藩主となった丹羽長重に召し出され、後に青山姓に復して500石を知行した。寛文2年（1662年）12月2日に死去。家督は嫡男の正吉が継いだ。
- 継室：長清院 - 丹羽長秀の娘。寛文8年（1668年）11月16日、二本松において94歳で死去。
  - 三男：長勝 ‐ 通称は助兵衛。初め正勝と称した。寛永12年（1635年）に500石で長重に召し出されるととともに、丹羽姓と「長」の一字を与えられて丹羽長勝と称した。承応2年（1653年）6月23日に死去。享年63。家督は嫡男の正行が継いだ。
- 生母不明の子息
  - 次男：甚左衛門 ‐ 青木一矩に仕える。
  - 四男：才兵衛
  - 五男：松山少兵衛 ‐ 西尾隠岐守に仕える。